# SS-076 김좌진
SS-076 김좌진은 한국 해군 손원일급 잠수함의 4번함이다.

## 역사
2013년 8월 13일, 제68주년 광복절(8월 15일)을 이틀 앞두고 열린 김좌진함의 진수식은 최근 일본이 이즈모로 명명된 헬기 탑재 호위함을 진수한 것에 대한 역사적 대응 의미도 담고 있다. 박근혜 대통령이 진수식에서 직접 손도끼로 진수대와 잠수함이 연결된 진수 줄을 잘랐다. 샴페인 병으로 이어진 줄을 가위로 잘라 샴페인도 터뜨렸다.
1800톤급 김좌진함은 최고 시속 37km로 승조원 40명을 태우고 미국 하와이까지 연료 재충전 없이 왕복이 가능하다. 레이다와 음탐기 소나를 이용해 지상과 해상, 공중의 표적 300개를 동시에 탐지하며, 사거리 500 km 국산 잠대지 순항미사일을 탑재해 동해와 서해에서 북한 전역 타격이 가능하다.
2016년 2월 13일, 사상 최초로 한미 연합 잠수함 훈련을 실시했다. 김좌진함(1800t급)이 동해에서 미국의 핵 추진 잠수함 노스캐롤라이나호(7800t급)와 함께 사흘 동안 연합훈련을 실시했다. 한미 잠수함 훈련에 214급 잠수함이 참가하기는 이번이 처음이다. 김좌진함은 사거리 1500 km 국산 함대지 미사일 해성-3를 탑재하고 있다. 노스캐롤라이나호는 사거리 2400 km의 토마호크 미사일을 장착하고 있다.
2017년 9월 28일, 문재인 대통령이 경기도 평택 2함대 연병장에서 열린 제 69주년 국군의 날 기념식에 참석했다. 해마다 계룡대에서 열려온 국군의 날 행사는 올해 처음으로 해군 2함대 사령부에서 열렸다. 여기에는 우선 해군 출신 송영무 국방부 장관의 영향력이 크게 작용한 것으로 보인다. 기념식 직후 문대통령은 김좌진함에 승선해 장병들을 격려했다.
2018년 8월 3일, 문재인 대통령이 여름 휴가를 진해 해군기지에서 보내면서, 김좌진함에 승선해 장병들을 격려했다.

## 김좌진
백야 김좌진 장군은 독립운동 사상 최대의 승리 중 하나로 기록되고 있는 1920년 청산리 대첩을 지휘했다. 당시, 김일성이라고 불리던 김봉환 (1897년)의 사주를 받은 고려공산청년회 당원 박상실에게 1930년에 암살당했다. 1920년 일본에 최대 규모의 전투에 승리하고, 1930년 공산당에게 죽었다.

## 해성-3
2010년부터 손원일급 잠수함(1800t급) 4척에 해성-3 잠대지 미사일 수발씩을 장착해 운용 중이다. 마하 1이 넘는 초음속으로 개선했다. 기존의 킬 체인이 표적 탐지(1분)와 좌표 식별(1분), 사용 무기 선정 및 발사 결심(3분)을 거쳐 목표지점까지 비행(25분) 등 30분 걸렸는데, 해성-3는 10분이 걸린다.
잠대지 순항미사일 해성3은 214급 잠수함 어뢰관을 통해 발사돼 지상 목표물을 타격한다. 발사되는 순간 미사일이 담긴 방수 캡슐이 수중으로 튀어 나가고 이어 미사일이 캡슐에서 벗어나 바다 위로 솟구치면서 목표물을 향해 날아간다. 지상에서 50∼100m 정도의 고도를 유지하며 빠른 속도로 비행해 적군이 요격하기 힘들고, 관성항법장치와 지형영상대조항법체계를 갖춰 오차범위가 3m 이내일 정도로 정확성을 자랑한다. 사거리는 1000㎞ 이상이다. 함대지 미사일 해성2가 마하 1 정도의 초음속형이라면 해성3는 완벽한 초음속 미사일이다.
정확한 출처는 아니지만, 김대중 정부는 2002년 제2차 불곰사업으로 P-800 야혼트 미사일을 러시아에서 수입했으며, 이를 통해 국산화에 성공한 해성-3의 속도는 마하 2.5이며, 2017년 마하 3 속도의 한국형 초음속 대함미사일 개발을 완료했다고 한다. 그러나, 해성3의 발사 동영상을 보면, 외양이 P-800 야혼트는 아니며, 3M-54 클럽과 비슷하다.

## 같이 보기
- 한국형 초음속 대함미사일